# Hans Winter (Bildhauer)

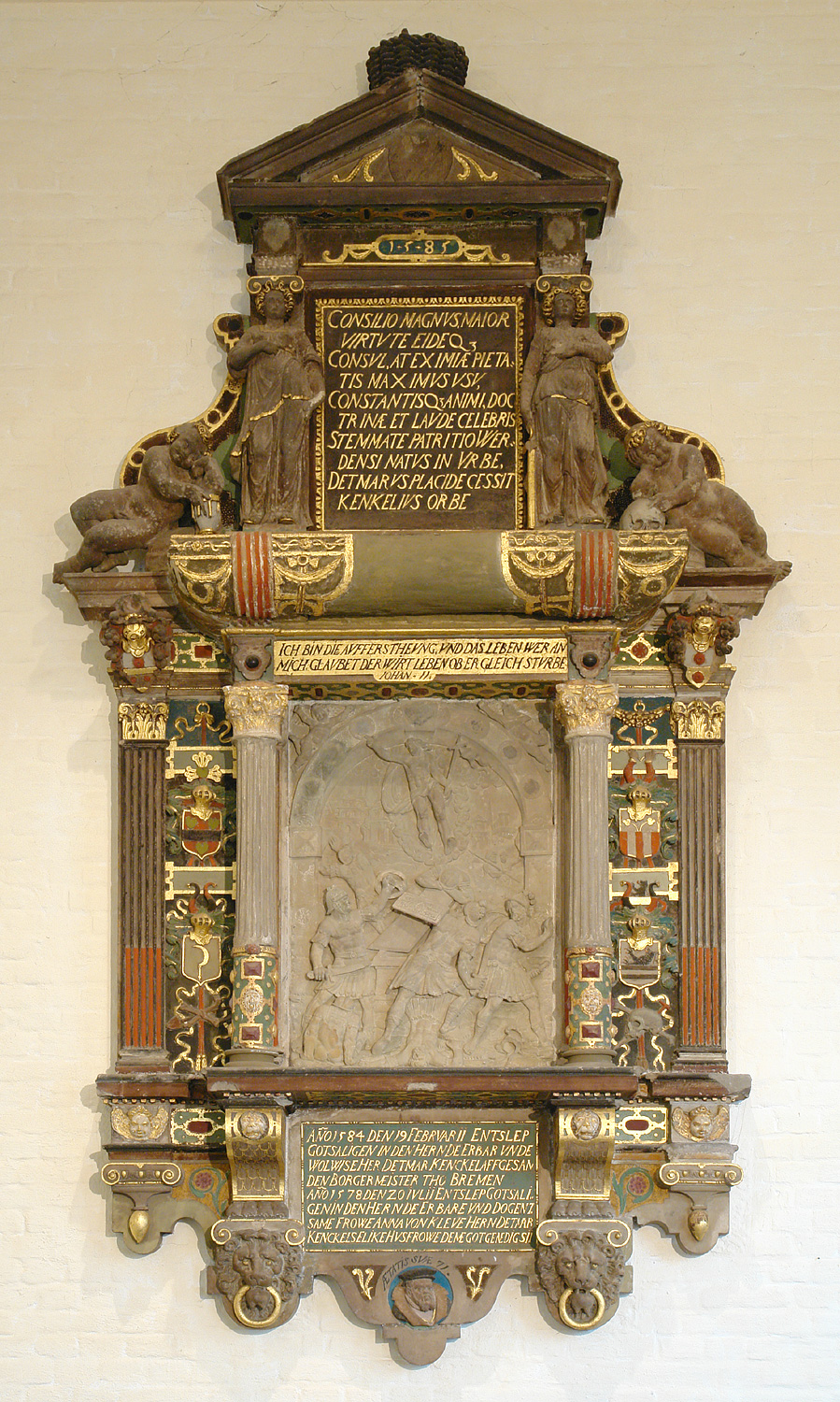
Epitaph für Detmar Kenkel († 1584) in St. Ansgarii, Bremen

Hans Winter, von 1585 bis um 1600 in Bremen nachweisbar, war ein norddeutscher Steinbildhauer der Spätrenaissance, von dem heute fast ausschließlich Epitaphe bekannt sind.

## Leben und Werk
Winter stammte aus einer alten Familie in Bremen.
Für keines der Renaissance-Epitaphe in Bremer Kirchen ist ein Künstlername archivalisch nachweisbar, doch stilistische Beobachtungen haben wahrscheinlich gemacht, dass Hans Winter längere Zeit, vielleicht ab etwa 1580, in der Werkstatt des Steinhauers Karsten Hussmann arbeitete. Winter muss 1589 das Bremer Stadtbürgerrecht besessen haben und vor 1594 in das Amt der Steinhauer eingetreten sein, als er vermutlich nach Hussmanns Tod in den frühen 1590er Jahren dessen Werkstatt ganz übernahm. Zuvor war Winter wohl zeitweise als Freimeister tätig,
1594 bekam Winter den Auftrag zu einem großen, dreiachsigen  Epitaph für Herzog Wilhelm d. J. von Braunschweig-Lüneburg und seine Gattin in der Stadtkirche von Celle. Dies ist nun urkundlich belegt und damit Ausgangspunkt der anderen Zuschreibungen an seine Werkstatt. Eine ähnliche Handschrift weist das Epitaph für den Grafen Otto VIII. von Hoya († 1582) in der Kirche St. Martin zu Nienburg auf. Weitere Epitaphe aus der Werkstatt Hussmann/Winter finden sich im Bremer Dom, nur noch zwei in der Bremer Martinikirche, fünf (teils fragmentarische) im Neubau der Bremer St. Ansgarii-Kirche.

## Stil
Von den etwa 20 Werken, die der Hussmann/Winterschen Werkstatt zugeschrieben werden und eine dichte Folge von Wanddenkmalen bilden, haben nicht alle unbeschädigt die Zerstörungen des Zweiten Weltkriegs überstanden. Gemeinsam ist ihnen eine enge Anlehnung an die Dekorationskunst des niederländischen Rollwerkstils, wie ihn Cornelis Bos und Cornelis Floris in ihren ornamentalen Vorlageblättern verbreiteten sowie die Verwendung von Beschlagwerkmotiven, wie sie auch aus der Weserrenaissance bekannt sind. Meist sind in einen Rahmen aus architektonischen Versatzstücken (Giebel, Konsolen, Gesimse, Säulen, Hermen und Karyatiden) in bis zu drei Geschossen Reliefs biblischer Szenen und Wappenfelder eingefügt. Gegen Ende des Jahrhunderts gewinnen die Architekturmotive und plastischen Elemente an Tiefe und Volumen, deuten eine Entwicklung zum Frühbarock an.